# Harvard Law School
Harvard Law School er det juridiske fakultet ved Harvard University. Det blev etableret i 1817 og er dermed USAs næstældste juridiske fakultet. Fakultetet har indtil videre verdens største juridiske bibliotek. Der er ca. 1.800 studerende og nærmere 300 ansatte ved fakultetet.

## Aktuelle undervisere
- Yochai Benkler
- Robert C. Clark
- I. Glenn Cohen
- Noah Feldman
- Roger Fisher
- William W. Fisher
- Jody Freeman
- Charles Fried
- Gerald Frug
- Mary Ann Glendon
- Jack Goldsmith
- Lani Guinier
- Morton Horwitz
- Duncan Kennedy
- Randall Kennedy
- Michael Klarman
- Richard J. Lazarus
- Lawrence Lessig
- Kenneth W. Mack
- John F. Manning
- Daniel Meltzer
- Frank Michelman
- Martha Minow
- Ashish Nanda
- Charles Nesson
- Charles Ogletree
- Mark J. Roe
- Lewis Sargentich
- Robert Sitkoff
- Jeannie Suk
- Cass Sunstein
- Laurence Tribe
- Mark Tushnet
- Roberto Unger
- Adrian Vermeule
- Steven M. Wise
- Jonathan Zittrain

### Tidligere
- Derrick Bell
- Derek Bok
- Stephen Breyer
- Zechariah Chafee
- Abram Chayes
- Archibald Cox
- Alan Dershowitz
- Christopher Edley, Jr.
- Felix Frankfurter
- Paul A. Freund
- Lon Fuller
- John Chipman Gray
- Erwin Griswold
- Oliver Wendell Holmes, Jr.
- Elena Kagan
- Christopher Columbus Langdell
- Soia Mentschikoff
- Arthur R. Miller
- John Palfrey
- Roscoe Pound
- John Rawls
- Joseph Story
- Kathleen Sullivan
- Elizabeth Warren
- Joseph H. H. Weiler
- Samuel Williston